# Mediumistische Psychose
Die Mediumistische Psychose (Sonderfall: psychographische Psychose) ist eine Psychische Störung, deren Bezeichnung im Jahre 1919 auf den Psychiater Henneberg zurückgeht und später durch die Psychologen Hans Bender und Johannes Mischo wieder aufgegriffen wurden.
Die mediumistische Psychose beschreibt eine Störung nicht organischen Ursprungs, die mit akustischen oder visuellen Halluzinationen einhergeht. Sie kann sich bei manchen Anhängern verschiedener okkulter oder spiritistischer Praktiken zeigen, insbesondere dann wenn diese der Meinung sind, mit jenseitigen Geistern in Verbindung zu stehen. Die betroffenen Menschen berichten insbesondere von einem Stimmenhören und glauben tatsächlich mit Geistern Verstorbener in Verbindung zu stehen.